# Kainach bei Voitsberg
Kainach bei Voitsberg es una localidad del distrito de Voitsberg, en el estado de Estiria, Austria, con una población estimada a principio del año 2018 de 1628 habitantes. 
Se encuentra ubicada en el centro-sur del estado, al oeste de la ciudad de Graz —la capital del estado— y cerca de la frontera con el estado de Carintia.